# Zemeros pullus
Zemeros pullus är en fjärilsart som beskrevs av Talbot 1936. Zemeros pullus ingår i släktet Zemeros och familjen Riodinidae. Inga underarter finns listade i Catalogue of Life.